# Distretto di Puquina
Il distretto di Puquina è uno degli undici distretti della provincia di General Sánchez Cerro, in Perù. Si trova nella regione di Moquegua e si estende su una superficie di 550,99 chilometri quadrati.
Ha per capitale la città di Puquina.